# El Triunfo, Ocosingo
El Triunfo är en ort i Mexiko.   Den ligger i kommunen Ocosingo och delstaten Chiapas, i den sydöstra delen av landet, 800 km öster om huvudstaden Mexico City. El Triunfo ligger 832 meter över havet och antalet invånare är 108.
Terrängen runt El Triunfo är varierad. Runt El Triunfo är det glesbefolkat, med 16 invånare per kvadratkilometer. Närmaste större samhälle är Chiquinival, 9,8 km väster om El Triunfo. Omgivningarna runt El Triunfo är en mosaik av jordbruksmark och naturlig växtlighet.